# Oecleus patula
Oecleus patula är en insektsart som beskrevs av Kramer 1977. Oecleus patula ingår i släktet Oecleus och familjen kilstritar. Inga underarter finns listade i Catalogue of Life.